# Prýt

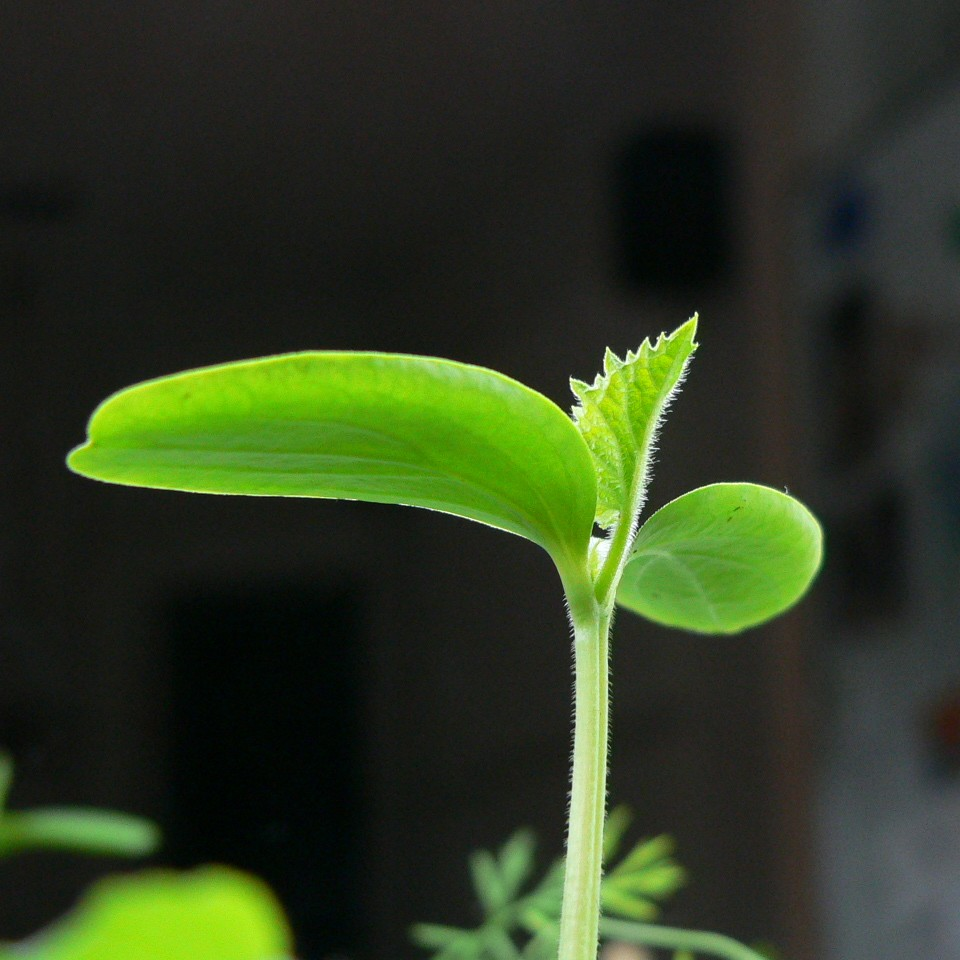
mladá rostlina okurky

Prýt (lat. frons) je stonek s listy a úžlabními pupeny; každý listnatý výhon.
Zpravidla nadzemní část vyšších rostlin skládající se ze stonku, listů a úžlabních pupenů.
Sporofyt cévnatých rostlin se skládá ze tří základních orgánů – kořene, stonku a listu. Stonek a list tvoří prýt. Prýt se organograficky, funkčně i anatomicky liší od kořene. Kořen se větví endogenně, nemá na povrchu výrůstky kromě kořenových vlásků a jeho primární funkce je absorpční a upevňovací. Prýt se větví exogenně a má řadu typů povrchových přívěsků, které slouží především k fotosyntéze a k reprodukci. Z evolučního hlediska je zajímavá diferenciace mezi kořenem a prýtem.
Při zakládání květních částí se vegetační vzrostný vrchol prýtu mění (se změnou činnosti meristémů) v květní vrchol. „Jednotlivé květní části se pak obvykle zakládají v podobě drobných hrboulků, vznikajících obvykle v akropetálním pořádku, tzn. nejprve květní obaly, pak tyčinky a plodolisty.“
Jako asimilační prýty se označují orgány, které plní asimilační funkci listů, ale nejsou (v embryonálním vývoji) listového původu. Vznikly konvergentním vývojem, například u masožravých bublinatek.
Názor, že stonek a list jsou jeden orgán zatím nelze přijmout, přestože mají oba orgány řadu společných znaků anatomických, fyziologických i genetických.
Pojem „prýt“ v dalších jazycích: anglicky: shoot; francouzsky: rejet; německy: der Spross; polsky: pęd; rusky: побег (pobeg); španělsky: brote; ukrajinsky: пагін (pahin).